# Louis de l'Isle
Louis de l'Isle de la Croyère (Paris, 1685 - porto de Saint-Pierre-et-Saint-Paul (península de Kamchatka), 10 de outubro de 1741) foi um astrónomo francês que entrou ao serviço do Império Russo e veio a ser membro da Academia Imperial das Ciências de São Petesburgo.